# William FitzGilbert
William FitzGilbert (fl. XII secolo) è stato un politico inglese.
Fu il XV Lord Cancelliere d'Inghilterra, dal 1141 al 1142, al servizio dell'Imperatrice Matilda.

## Biografia
William FitzGilbert discendeva dalla famiglia Clare. Nacque da Gilbert FitzRichard de Clare, Lord di Clare, Tonbridge e Cardigan, e da Alice (Adeliza) de Clermont. 
Suo fratello maggiore fu Richard FitzGilbert de Clare, I Conte di Hertford.
William FitzGilbert era sicuramente Lord Cancelliere nel luglio 1141. L'Imperatrice Matilda aveva promesso a William de Vere, fratello di Aubrey, successivamente Gran Ciambellano d'Inghilterra sotto il Re Enrico I d'Inghilterra, che gli avrebbe assegnato l'incarico di Lord Cancelliere, quando FitzGilbert l'avesse lasciato; poiché, prima del 1145, Aubrey de Vere si schierò nuovamente con Re Stefano, si ritiene che il William Cancelliere citato al servizio di Matilda e di suo figlio in Normandia negli anni 1150-53 fosse ancora William FitzGilbert e che William de Vere non abbia mai ricevuto l'incarico. Secondo tale interpretazione l'Imperatrice Matilda ebbe un unico Lord Cancelliere, che fu William FitzGilbert.